# ساندور سالاي
ساندور سالاي (بالمجرية: Sallai Sándor)‏ هو لاعب كرة قدم مجري في مركز الدفاع، ولد في 26 مارس 1960 في دبرتسن في المجر. شارك مع منتخب المجر لكرة القدم. أما مع النوادي، فقد لعب مع نادي بودابست هونفيد ونادي دبرتسني.

## وصلات خارجية
- ساندور سالاي على موقع الاتحاد الدولي (مؤرشف)  (الإنجليزية)
- ساندور سالاي على موقع قاعدة بيانات كرة القدم.إي يو (الإنجليزية)
- ساندور سالاي على موقع ناشيونال فوتبول تيمز (الإنجليزية)